# ديشار جذعي
ديشار جذعي (الاسم العلمي: Caulopteris)، هو جنس منقرض من سرخسيات بذرية.